# Siyabonga Nomvethe
Siyabonga Eugene Nomvethe, južnoafriški nogometaš, * 2. december 1977, Durban, Južna Afrika.
Nomvethe je v svoji karieri igral v različnih evropskih ligah. Nazadnje je nastopal v svoji domovini za klub Uthongathi, kamor je prestopil iz kluba AmaZulu. Za južnoafriško reprezentanco redno nastopa vse od 6. maja 1999, v dresu državne reprezentance je sodeloval tudi na dveh Svetovnih prvenstvih - v letih 2002 in 2010.

## Življenje
Siyabonga »Bhele« Nomvethe se je rodil v townshipu KwaMashu, severno od mesta Durban. Nogomet je pričel igrati leta 1994 za lokalni nižjeligaški klub Durban Cosmos, od koder se je preselil v klub Claremont Blizzards.
Ko so Claremont Blizzardsi propadli, mu ni preostalo drugega, kot da prestopi v klub African Wanderers, ki je tedaj sodeloval v drugi južnoafriški ligi. Klubu je pomagal do napredovanja v prvo ligo, v kateri je kmalu tudi debitiral. Pri Wanderersih je tvoril napadalni dvojec s Sibusisom Zumo, ki je kasneje prav tako nastopal za reprezentanco. Julija 1998 se je Nomvethe preselil h Kaizer Chiefsom in zanje na 79 tekmah dosegel 42 zadetkov. Te dobre predstave so mu leta 2001 omogočile prestop v Evropo. Do tedaj je občasno že igral za državno reprezentanco, mnogi so ga videli kot prihajajočega zvezdnika Bafane Bafane. 
V Evropi je najprej podpisal pogodbo z italijanskim prvoligašem Udinesejem. Leta 2002 ga je selektor Jomo Sono uvrstil med potnike na Svetovno prvenstvo. Selektorjevo zaupanje je upravičil s tem, ko je zabil zmagoviti gol proti Sloveniji in s tem južnoafriško reprezentanco popeljal do zgodovinske prve zmage na Svetovnih prvenstvih.  Kljub relativno uspešnim igram v dresu z državnim grbom pa v klubu ni dosegal podobnih uspehov. Pri Udineseju so ga zato od januarja 2004 do junija 2005 posodili dvema manjšima italijanskima kluboma, Salernitani in Empoliju. Zatem se je kot posojeni igralec preselil na Švedsko k ekipi Djurgårdens IF, za katero pa je odigral le 5 tekem. Decembra 2005 je dokončno zapustil klub iz Vidma in se vrnil nazaj v domovino, kjer se je pridružil klubu Orlando Pirates. 
Julija 2006 je napravil povratek v Evropo, tokrat na Dansko k moštvu Aalborg BK. Pri AaB-ju je bil od vseh ostalih evropskih klubov, za katere je nastopal, še najuspešnejši in je na Danskem tudi ostal do leta tri leta. Leta 2009 se je namreč vnovič vrnil v domovino in okrepil klub Moroka Swallows.

## Reprezentančna kariera
Nomvethe je v reprezentanci debitiral leta 1999. Od 2001 do 2007 je bil standardni član začetne enajsterice. Sodeloval je na Svetovnem prvenstvu 2002, na katerem se je med strelce vpisal proti Sloveniji. Z reprezentanco se sicer ni uspel uvrstiti v osmino finala, ena zmaga in en remi za skupaj 4 točke je bilo premalo za napredovanje iz skupine B. Z reprezentanco se je udeležil tudi turnirja CONCACAF Gold Cup leta 2005 in Afriškega pokala narodov 2006. Pod novim selektorjem Joelom Santano je izgubil svoje mesto v reprezentanci in ni dobil priložnosti na naslednji izvedbi Afriškega pokala narodov leta 2008 in na domačem Pokalu konfederacij 2009.
Na selektorskem stolčku je leta 2010 Santano nasledil še en Brazilec, Carlos Alberto Parreira. Nomvetheja je Parreira po triletni odsotnosti presenetljivo vpoklical za pripravljalni tekmi proti Severni Koreji in Jamajki in proti Jamajki se je Nomvethe celo vpisal med strelce. Parreira se je konec maja 2010 tudi odločil Nomvetheja uvrstiti v postavo za domače Svetovno prvenstvo.

## Statistika

### Reprezentančni zadetki
| #  | Datum             | Prizorišče          | Nasprotnik         | Zadel za | Končni izid | Tekmovanje                             |
| -- | ----------------- | ------------------- | ------------------ | -------- | ----------- | -------------------------------------- |
| 1  | 27. november 1999 | Pretoria, JAR       | Švedska            | 1 – 0    | 1 – 0       | Nelson Mandela Challenge               |
| 2  | 6. februar 2000   | Kumasi, Gana        | Gana               | 1 – 0    | 1 – 0       | Afriški pokal narodov                  |
| 3  | 12. februar 2000  | Akra, Gana          | Tunizija           | 2 – 1    | 2 – 2       | Afriški pokal narodov                  |
| 4  | 29. april 2000    | Rustenburg, JAR     | Mavricij           | 3 – 0    | 3 – 0       | COSAFA Cup                             |
| 5  | 25. februar 2001  | Blantyre, Malavi    | Malavi             | 2 – 0    | 2 – 1       | Kvalifikacije za Svetovno prvenstvo    |
| 6  | 30. januar 2002   | Ségou, Mali         | Maroko             | 3 – 0    | 3 – 1       | Afriški pokal narodov                  |
| 7  | 8. junij 2002     | Daegu, Južna Koreja | Slovenija          | 1 – 0    | 1 – 0       | Svetovno prvenstvo, skupina B          |
| 8  | 22. junij 2003    | Polokwane, JAR      | Slonokoščena obala | 2 – 1    | 2 – 1       | Kvalifikacije za Afriški pokal narodov |
| 9  | 11. oktober 2003  | Potchefstroom, JAR  | Kostarika          | 1 – 0    | 2 – 1       | Nelson Mandela Challenge               |
| 10 | 18. januar 2004   | Dakar, Senegal      | Senegal            | 1 – 0    | 1 – 2       | prijateljska tekma                     |
| 11 | 27. januar 2004   | Sfax, Tunizija      | Benin              | 1 – 0    | 2 – 0       | Afriški pokal narodov                  |
| 12 | 27. januar 2004   | Sfax, Tunizija      | Benin              | 2 – 0    | 2 – 0       | Afriški pokal narodov                  |
| 13 | 10. julij 2005    | Los Angeles, ZDA    | Jamajka            | 3 – 2    | 3 – 3       | CONCACAF Gold Cup                      |
| 14 | 12. november 2005 | Port Elizabeth, JAR | Senegal            | 2 – 2    | 2 – 3       | Nelson Mandela Challenge               |
| 15 | 2. junij 2007     | Durban, JAR         | Čad                | 4 – 0    | 4 – 0       | Kvalifikacije za Afriški pokal narodov |
| 16 | 14. april 2010    | Berlin, Nemčija     | Jamajka            | 2 – 0    | 2 – 0       | prijateljska tekma                     |